# 费凯泰艾尔德
费凯泰艾尔德，是匈牙利杰尔-莫雄-肖普朗州所辖的一个村。总面积6.74平方公里，总人口535，人口密度79.4人/平方公里（2011年1月1日）。